# TRY FORCE
TRY FORCE（トライフォース）は、日本の音楽ユニット。
影山ヒロノブをリーダーに、須藤賢一・河野陽吾・栗山善親によるメンバー構成である。
主に影山が深く関わっているランティス関連アニメ作品のテーマソングやBGMを手掛けている。

## ディスコグラフィ
- FACE（2002年10月23日発売/LACM-4076）
  - FACE（作詞・作曲・編曲・歌：TRY FORCE）
  - Inside touch（作詞・作曲・編曲・歌：TRY FORCE）

## 主な担当作品
『ヒートガイジェイ』（2002年）
作中音楽担当、OP「FACE」作詞・作曲・編曲・歌担当
『妄想科学シリーズ ワンダバスタイル』（2003年）
作中音楽担当
『牙狼-GARO-』第1期OP「Theme of GARO」（2006年）
JAM Projectとの共作曲

## 編曲（全てJAM Projectの楽曲）
- アニメ『鋼鉄神ジーグ』（2007年）
  - 「STORMBRINGER」（OP）
  - 「Dead or Alive」（挿入歌）
- 『DRAGON GATE』テーマソング「DRAGON STORM 2007」（2007年）
- 『スーパーロボット大戦OG ORIGINAL GENERATIONS』ED「Portal」（2008年）
- 「No Border」（2009年）

| スタブアイコン | サブスタブ | この項目は、まだ閲覧者の調べものの参照としては役立たない、歌手に関連した書きかけの項目です。この項目を加筆・訂正などしてくださる協力者を求めています（P:音楽/PJ:芸能人）。 |